# Cámara Oficial de Comercio, Industria y Navegación de Gijón
La Cámara Oficial de Comercio, Industria y Navegación de Gijón, también conocida como Cámara de Comercio de Gijón o simplemente Cámara de Gijón, es una cámara de comercio que representa los intereses de las empresas de los concejos asturianos de Gijón, Carreño y Langreo (España).
Gestiona el Recinto Ferial Luis Adaro y el Museo del Pueblo de Asturias. Ambos se ubican en la margen derecha del Río Piles, en Somió (Gijón).
En el recinto ferial se celebran a lo largo del año numerosas ferias de toda índole, destacando la Feria Internacional de Muestras de Asturias (FIDMA). Dentro del recinto se encuentran el Palacio de Congresos de Gijón, el Pabellón Central, el Pabellón de Asturias y el Pabellón de las Naciones. 